# حیطه طلا
حیطه طلا، روستایی از توابع بخش مرکزی شهرستان گلبهار در استان خراسان رضوی ایران است.

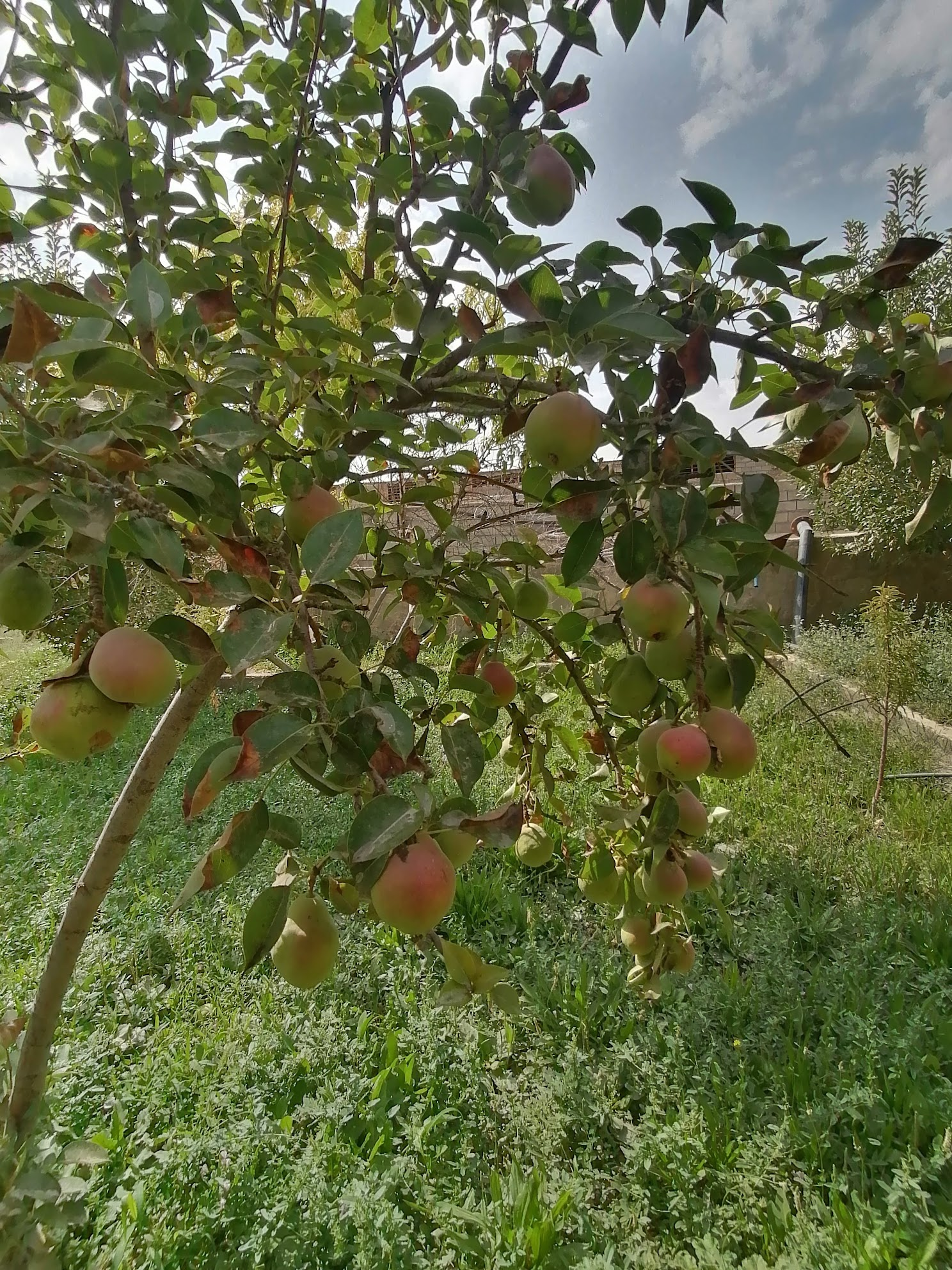
یک باغ گلابی در حیطه طلا

## جمعیت
این روستا در دهستان بیزکی قرار دارد و براساس سرشماری مرکز آمار ایران در سال ۱۳۸۵، جمعیت ۳۰۰ نفر (۷۰خانوار) بوده‌است.